# Чарлс Хард Таунс
Чарлс Хард Таунс (енгл. Charles Hard Townes, 28. јул 1915. — 27. јануар 2015) био је амерички физичар, који је 1964. године, уз Николаја Басова и Александра Прохорова, добио Нобелову награду за физику „за фундаментална истраживања на пољу квантне електронике, што је довело до конструкције осцилатора и појачивача заснованих на масер-ласер принципу”.